# Bikash Singh Chhetri
Bikash Singh Chhetri, nep. विकास सिंह क्षेत्री (ur. 13 stycznia 1988) – nepalski piłkarz występujący na pozycji obrońcy. Zawodnik klubu Three Star Club.

## Kariera klubowa
Chhetri karierę rozpoczynał w 2006 roku w zespole Sankata Boys SC z Martyr's Memorial A Division League. Występował w nim przez rok. W 2007 roku odszedł do ekipy Three Star Club.

## Kariera reprezentacyjna
W reprezentacji Nepalu Chhetri zadebiutował w 2008 roku.